# Ladislav Perényi
Ladislav “Laci” Perényi (* 3. August 1955 in Bratislava,  Tschechoslowakei) ist ein deutscher Sportfotograf und ehemaliger Leistungsschwimmer. Er gilt als eine prägende Figur der deutschen und internationalen Sportfotografie.

## Leben und Karriere

### Frühes Leben und Schwimmsport
Ladislav Perényi wurde 1955 in Bratislava geboren und emigrierte im August 1968 im Alter von 13 Jahren mit seiner Mutter über Wien nach Deutschland, nachdem Truppen des Warschauer Pakts in die Tschechoslowakei einmarschiert waren.
In Düsseldorf entdeckte er seine Leidenschaft für den Schwimmsport und trat 1970 dem Schwimmclub Jan Wellem bei. Bereits 1972 nahm er an den Deutschen Schwimmmeisterschaften in München teil und erreichte zweimal das Finale über 100 m und 200 m Rücken. 1975 gewann er bei den Deutschen Meisterschaften in Hannover die Bronzemedaille über 100 m Rücken.
1976 wurde Perényi Mitglied der A-Nationalmannschaft und des Olympiakaders und belegte bei der Olympiaqualifikation in München zweimal den zweiten Platz, verpasste jedoch knapp die Nominierung für die Spiele in Montreal.
Die Olympischen Spiele 1980 in Moskau, für die er sich erneut qualifizieren wollte, fanden für ihn als Schwimmer nicht statt, da die Bundesrepublik Deutschland die Spiele boykottierte. Stattdessen war Laci Perényi 1980 erstmals als Fotograf bei Olympischen Spielen akkreditiert.
Auch nach dem Ende seiner aktiven Schwimmkarriere blieb Laci Perényi dem Sport verbunden. Im Jahr 1996 stellte er in der Masters-Klasse (Altersgruppe 40–44 Jahre) drei Weltrekorde und einen Europarekord auf – darunter einen 100 m Freistil-Weltrekord sowie einen über 50 m Rücken. Gemeinsam mit seiner Staffelmannschaft erzielte er zudem einen Weltrekord über 4 × 50 m Freistil.

### Fotografische Laufbahn
Im Alter von 19 Jahren begann Perényi 1974 ein dreijähriges Volontariat zum Sportfotografen bei der Pressefotoagentur Horstmüller in Düsseldorf, wo er bis 1979 tätig war. Im selben Jahr gründete er seine eigene Agentur Sportphoto by Laci Perényi und machte sich als freier Sportfotograf selbstständig. Zwischen 1980 und 2024 dokumentierte Perényi insgesamt 21 Olympische Spiele (Sommer und Winter), zehn Fußball-Weltmeisterschaften sowie zwölf Fußball-Europameisterschaften.
Darüber hinaus war er bei zahlreichen Welt- und Europameisterschaften im Schwimmen, bei 16 Leichtathletik-Weltmeisterschaften sowie bei allen Grand-Slam-Turnieren im Tennis vertreten. Ladislav Perényi war über mehrere Jahrzehnte als Fotograf für internationale Marken wie Arena, Speedo, Adidas und Omega tätig und dokumentierte zahlreiche bedeutende Sportereignisse weltweit. Zu seinen bekanntesten Arbeiten zählt ein Motiv des achtfachen Olympiasiegers Michael Phelps, aufgenommen 2005 in Montreal. Dieses Bild wurde kampagnenübergreifend von 2008 bis 2012 von Omega weltweit eingesetzt und bekam seine besondere Geltung bei den Olympischen Spielen in Peking 2008 sowie in London 2012, wo es den Omega Pavillon in Übergröße zierte.
Einen besonderen Fokus legte Perényi auf die Formel 1, insbesondere auf die Karriere von Michael Schumacher, die er ab 1992 fotografisch begleitete.

## Auszeichnungen
In der Saison 2024/2025 feierte Laci Perényi sein 50-jähriges Berufsjubiläum als Sportfotograf sowie seine 50. Bundesliga-Saison. Er wurde 2024 während der Olympischen Spiele vom internationalen Verband für Sportjournalisten (kurz: AIPS) im UNESCO-Haus in Paris für seine Teilnahme an 21 Olympischen Spielen (Sommer und Winter) als Fotograf ausgezeichnet.
Perényi wurde vielfach ausgezeichnet. Zu seinen Preisen zählen:
- Sportfoto des Jahres: 1996 und 2012[9]
- Sven-Simon-Preis: 1. Platz im Jahr 2000[10]; 2. Platz im Jahr 2012[11]

- Graphis Photo: 1. Platz in der Kategorie Best Sports im Jahr 1991

- LeadAward Deutschland: 3. Platz 2007 in der Kategorie “Fotografie”

## Ausstellungen und Veröffentlichungen
2013 wurde Laci Perényis Arbeit in einer großformatigen Ausstellung im Sport- & Olympia Museum Köln gewürdigt. Gezeigt wurden 40 Exponate, die besonders seine künstlerische Herangehensweise an die Sportfotografie hervorhoben. Die Veranstaltung wurde mit über 300 geladenen Gästen, darunter Olympiasieger und Weltmeister, gefeiert.
Schon 2009 brachte Ladislav Perényi in der Buchreihe Digital ProLine des Verlags Data Becker das Buch "Faszination Sportfotografie" heraus. 2024 erschien dann das Buch "Sport e Outdoor – Torso completo di tecnica fotografica" beim italienischen National Geographic Verlag.
Er arbeitete für Magazine und Verlage, darunter Stern, Der Spiegel, Sports, The New York Times Magazine, Quick sowie Bravo Sport.

## Privates
Ladislav Perényi ist verheiratet, Vater von zwei Töchtern. Er lebt in Düsseldorf und arbeitet international.